# Tiddles evelinae
Tiddles evelinae is een platworm (Platyhelminthes). De worm is tweeslachtig. De soort leeft in het zoute water.
De platworm komt uit het geslacht Tiddles. Tiddles evelinae werd in 1963 beschreven door Marcus.